# История почты и почтовых марок Гондураса
История почты и почтовых марок Гондураса охватывает развитие почтовой связи в Гондурасе, независимом (с 15 сентября 1821 года) государстве в Центральной Америке со столицей в Тегусигальпе. С 1866 года Республика Гондурас выпускает собственные почтовые марки и с 1879 года входит в число стран — участниц Всемирного почтового союза (ВПС). Национальным почтовым оператором является компания Honducor.

## Развитие почты
История почты на территории Гондураса первоначально связана с существовавшей здесь испанской колонией (1525—1821), а затем с включением этих земель в состав Соединённых провинций Центральной Америки.
|  |

Организация самостоятельной почтового ведомства началась после провозглашения в 1839 году независимой республики.
В 1877 году были предприняты новые усилия по организации почтовой службы в Гондурасе. Присоединение страны к ВПС произошло 1 апреля 1879 года.
С 1926 года Гондурас состоит в Почтовом союзе американских государств, Испании и Португалии (UPAEP). 1 октября 1937 года Испанией был введён в обращение американско-испанский ответный купон (Cupón-respuesta americoespañol). Он распространялся в странах этого почтового союза, включая Гондурас, до 29 февраля 1956 года.
В современном Гондурасе почтовое обслуживание осуществляет компания «Гондукор» (Empresa de Correos de Honduras).

## Выпуски почтовых марок

### Первые марки
Гондурас начал выпуск собственных почтовых марок с 1 января 1866 года. На первых марках был изображён герб страны и было обозначено название государства: «Correos de Honduras» («Почта Гондураса»). Впрочем, высказывались сомнения в том, что эти марки поступали в почтовое обращение.

### Последующие эмиссии
В 1877 году на почтовых марках 1866 года была сделана надпечатка новых номиналов. В следующем, 1878 году в Гондурасе вышла новая серия марок с надписью «Republica de Honduras» («Республика Гондурас»):
- Две марки номиналом в ½ реала (Mi #17) на конверте, отправленном в 1889 году из Тегусигальпы в Париж
- Марка номиналом в 1 реал (Mi #18) на конверте, отправленном в 1884 году из Тегусигальпы в Вустер (США)

При этом Гондурас стал первым государством, договорившимся с пресловутой нью-йоркской фирмой Зеебека о выпуске для него почтовых марок, которые эта фирма потом допечатывала в Нью-Йорке для реализации коллекционерам взамен на право ежегодно выпускать новую серию марок, как на иллюстрациях ниже:
- 1 сентаво (Sc #40)
- 2 сентаво (Sc #41)
- 5 сентаво (Sc #42)

- 10 сентаво (Sc #43)
- 30 сентаво (Sc #46)
- 40 сентаво (Sc #47)

- 50 сентаво (Sc #59)
- То же, эссе синего цвета
- То же, зелёного цвета
- То же, оранжевого цвета

- 5 песо (Sc #63)
- 10 песо (Sc #64)

Гондурас расторг этот контракт с фирмой Зеебека только в 1895 году.
Первый памятный выпуск был осуществлён в 1892 году, а первый почтовый блок Гондураса вышел в 1940 году.
По данным Л. Л. Лепешинского, всего за первые почти сто лет, с 1866 по 1963 год, было эмитировано 554 почтовые марки Гондураса, для которых характерны надписи: «Correos de Honduras» («Почта Гондураса»), «Republica de Honduras» («Республика Гондурас»), «Servicio postal» («Почтовая связь»), «UPU» («Всемирный почтовый союз»).

## Другие виды почтовых марок

### Авиапочтовые
На издававшихся почтовым ведомством Гондураса авиапочтовых марках имеется надпись «Correo aéreo» («Авиапочта»), а также встречаются марки с надпечаткой «Аérео correo» («Авиапочта»).
Первые авиапочтовые марки поступили здесь в обращение в 1925 году. В этом выпуске марка в 10 сентаво с чёрной надпечаткой «Aero correo 25» («Воздушная почта. 25 [сентаво]») известна под названием «Чёрный Гондурас», сохранилась лишь в четырёх экземплярах и считается самой редкой авиапочтовой маркой в мире.
Для планировавшегося в 1929 году первого полёта из Гондураса в Нью-Йорк была заранее напечатана серия авиапочтовых марок, которая в конечном итоге использовалась для оплаты пересылки обычных почтовых отправлений, поскольку перелёт так и не состоялся.

### Служебные
Почта Гондураса с 1890 года также эмитировала служебные марки, в том числе и для авиапочтовых отправлений. Надпечатка на таких марках гласит: «Oficial («Служебная»). В период с 1866 года по 1963 год было издано 80 служебных марок.

### Почтово-налоговые
Почтовой службой Гондураса также с 1941 года выпускались почтово-налоговые марки.

### Почтово-благотворительные
В обращении в Гондурасе находились почтово-благотворительные марки, которых, в частности, за период почти сто лет (1865—1963) было выпущено три штуки.

### Почтово-гербовые
Л. Л. Лепешинский сообщает о семи почтово-гербовых марках, имевших почтовое обращение в Гондурасе.

### Телеграфные
Гондурасом также эмитированы телеграфные марки: